# Daniela Maier
Daniela Maier (Furtwangen im Schwarzwald, 4 marzo 1996) è una sciatrice freestyle tedesca, specialista dello ski cross.

## Palmarès

### Mondiali
- 1 medaglia:
  - 1 bronzo (ski cross a Engadina 2025)

### Mondiali juniores
- 1 medaglia:
  - 1 argento (ski cross a Chiesa in Valmalenco 2015)

### Coppa del Mondo
- Miglior piazzamento nella Coppa del Mondo di ski cross: 2ª nel 2025
- 17 podi:
  - 4 vittorie
  - 4 secondi posti
  - 9 terzi posti

#### Coppa del Mondo - vittorie
| Data             | Luogo       | Paese   | Disciplina |
| ---------------- | ----------- | ------- | ---------- |
| 8 dicembre 2023  | Val Thorens | Francia | SX         |
| 20 dicembre 2024 | San Candido | Italia  | SX         |
| 21 dicembre 2024 | San Candido | Italia  | SX         |
| 29 marzo 2025    | Idre Fjäll  | Svezia  | SX         |

Legenda:

SX = Ski cross